# Paproty
Paproty – (niem. Parpart, Kreis Schlawe/Pommern) wieś w Polsce położona w województwie zachodniopomorskim, w powiecie sławieńskim, w gminie Malechowo.
W latach 1975–1998 miejscowość administracyjnie należała do województwa koszalińskiego.

## Zarys historii
Wieś o metryce średniowiecznej, w źródłach wymieniona w 1262, 1274, 1275, 1290, 1296, 1308, 1319 i w źródłach nowożytnych. W 1271 roku książę Warcisław podarował wieś cystersom z Bukowa Morskiego. W obrębie posiadłości kościelnych pozostawała do czasów reformacji. Po 1534 roku, to jest po sekularyzacji dóbr kościelnych przejęta została przez rodzinę księżęcą a następnie pozostawała w obrębie domeny państwowej w Darłowie. W 1784 r. we wsi było 11 gospodarstw chłopskich, 3 budników, 1 wolne gospodarstwo i jedno gospodarstwo nauczyciela. Było tam wówczas 16 domów. Do XX wieku funkcjonowała jako wieś chłopska. W końcu XIX wieku na gruntach wiejskich powstały 4 niewielkie majątki. Pierwszy liczący 77,6 ha ziemi należał do Ernsta Kusserow, drugi o wielkości 55,9 ha był własnością Willi Rubowa, trzeci liczący 54,2 ha ziemi był własnością Artura Wetzela, a czwarty liczący 65 ha ziemi był w posiadaniu Erwina Wetzela. Aktualnie liczy 141 mieszkańców.

## Położenie, fizjografia terenu, krajobraz
3 km na południowy wschód od Malechowa, przy szosie łączącej Malechowo z Polanowem. teren o zróżnicowanej rzeźbie – w części pierwotnego rozplanowania osady przy drodze – teren lekko pofałdowany, stopniowo skłaniający się w kierunku południowym, gdzie droga wewnętrzna rozwidla się na skraju szerokiego otwarcia na dolinę rzeki Grabowa;, druga część wsi, położona jest na południe, wzdłuż drugiej drogi, u podnóża skarpy tej doliny; otoczenie stanowią pola i łąki – w części północnej oraz lasy na skarpach doliny i podmokłe łąki od południa

## Układ wsi
Wieś składa się z dwóch części: 
- północnej – zwartej zabudowy wokół częściowo zabudowanego trójkątnego nawsia i zwartej obudowy układu drożnego, rozchodzącego się w różnych kierunkach
- południowej z ekstensywnie lokalizowanej zabudowy zagrodowej, jednostronnie od południa obudowującej drogę u podnóża skarpy, na skraju doliny

## Zabudowa mieszkalna i gospodarcza
Zróżnicowana, o przewadze konstrukcji szachulcowej, tak w zabudowie mieszkaniowej jak i gospodarczej.

## Obiekty sakralne
Krzyż przydrożny w rozwidleniu dróg, w centralnej części wsi.

## Obiekty przemysłowe
Wieża transformatorowa

## Zieleń komponowana, parki, cmentarze
Cmentarz nieczynny, d. ewangelicki o pow. 0,33 ha, założony w połowie XIX w. Położony w płn.-zach. części wsi, po płn. stronie drogi w kierunku Malechowa, otoczony polami uprawnymi. Teren cmentarza silnie zakrzewiony, wzdłuż wsch. granicy zachował się odcinek przerośniętego żywopłotu głogowo-grabowego. We wschodniej części cmentarza zachował się fragment pomnika poległych podczas I wojny światowej, na całym terenie fragmenty kamiennych płyt i żeliwnych krzyży.
- droga o nawierzchni asfaltowej, od strony wsch. (Żegocino) odcinki alei klonowej
- plac wiejski z grupą starych drzew (lipy, dąb) z aleją kasztanowców wzdłuż drogi w kierunku płd. ku pradolinie Grabowej.

## Stan zachowania
Czytelny i dobrze zachowane rozplanowanie pierwotne miejscowości, szczególnie wartościowe, z uwagi na zróżnicowaną rzeźbie terenu, w którą w sposób naturalny wpisuje się zabudowa o wysokich walorach zabytkowych, ulega łatwo dewaloryzacji poprzez wprowadzanie współczesnej zabudowy (część południowa).

## Stanowiska archeologiczne
Na obszarze miejscowości zarejestrowano 25 stanowisk archeologicznych, na których stwierdzono 37 pozostałości osadniczych z następujących okresów chronologicznych:
- Epoka kamienia - 7 śladów osadniczych, 2 ślady osadnicze
- Okres starożytny - 6 śladów osadniczych, 1 punkt osadniczy, 2 osady
- Okres średniowieczny - 13 śladów osadniczych, 2 punkty osadnicze, 1 osada